# Persecució mortal
Persecució mortal (títol original: Striking Distance) és una pel·lícula estatunidenca dirigida per Rowdy Herrington estrenada l'any 1993. Ha estat doblada al català.

## Argument
El detectiu Tom Hardy pertany a una família d'origen irlandès establerta en Pittsburgh, que des de fa cinc generacions forma part de la policia de la ciutat. En canvi, la branca italiana de la família, encapçalada pel seu oncle Nick De Tillo, es dedica des de sempre a diverses activitats delictives. Tom, amb l'ajuda del seu pare, li segueix la pista a un perillós psicòpata, però durant la persecució tenen un accident en el qual el pare resulta mort. Jimmy De Tillo, cosí de Tom, és detingut com a principal sospitós. Dos anys després de l'homicidi del seu pare, Tom Hardy, poli solitari i odiat pels seus col·legues, ara treballa a la brigada fluvial. Veu amb horror ressorgir el seu passat amb una nova sèrie de cadàvers trobats al riu.

## Repartiment
- Bruce Willis: Tom Hardy
- Sarah Jessica Parker: Sergent Jo Christman / Detectiu Emily Harper
- Dennis Farina: Detectiu Nick Detillo
- Tom Sizemore: Danny Detillo
- Brion James: Detectiu Eddie Eiler
- Timothy Busfield: Tony Sacco
- Robert Pastorelli: Detectiu Jimmy Detillo
- John Mahoney: Tinent Vincent Hardy
- Andre Braugher: D.A. Frank Morris
- Tom Atkins: Oncle Fred Hardy
- Mike Hodge: Capità Panderman

## Al voltant de la pel·lícula
Quan Hardy troba els seus ex-col·legues de la criminal en el lloc d'un crim, Eddie Eiler els diu « Tu has vist massa Dos polis a Miami ! ». Bruce Willis va fer un paper de dolent en un episodi de la temporada 1 de la sèrie.
Crítica
- "Un policia a la caça d'un psicópata. Així, Bruce Willis llueix la seva proverbial desimboltura i poc més"[3]
- "Atractiu lliurament d'acció"[4]